# Artur Lundkvist
Artur Lundkvist (Hagstad, Perstorp, 3. ožujka 1906. – 11. prosinca 1991., Solna kod Stockholma) je švedski pisac, pjesnik, prevoditelj i književni kritičar. Švedski je akademik od 1968. godine.
Neke njegove pjesme na hrvatski je jezik preveo Mate Tafra, a objavljene su u Omiškom ljetopisu.
Neki autori koje je Lundkvist preveo na švedski su bili nobelovci iz područja književnosti.
Suprug je pjesnikinje Marije Wine od 1936. godine.